# Famille Maunoury
Pour les articles homonymes, voir Maunoury.
La famille Maunoury est une famille française subsistante originaire d'Eure-et-Loir, dont plusieurs membres occupèrent des fonctions politiques (maire, député, ministre de l'intérieur, président du conseil) et militaires (maréchal de France) notables.

## Filiation
Denis Maunoury (vers 1663 - 1731), marchand tuillier de Bailleau-sous-Gallardon, est l'ancêtre commun de deux branches :
- Hippolyte Désiré Maunoury (1801-1863), avocat à Chartres, dont :
  - Jacques Hippolyte Maunoury, dit « Pol » Maunoury (1824 à Chartres - 1899 à Luisant), avocat, maire de Luisant, député d’Eure-et-Loir, dont :
    - Maurice Maunoury (1863, Alexandrie - 1925, Paris), centralien, député d'Eure-et-Loir et ministre de l'Intérieur de 1922 à 1924[1], dont :
      - Geneviève Maunoury (1892-1968), dont :
        - Maurice Bourgès-Maunoury (1914, Luisant - 1993, Paris), polytechnicien, ministre, président du conseil en 1957.
- Jacques Augustin Maunoury (1791-1833), cultivateur à Saint-Germain-la-Gâtine , dont :
  - Denis Bruno Maunoury (1814-1897), cultivateur, maire de Saint-Germain-la-Gâtine, dont :
    - Jules Denis Maunoury (1843-1907), cultivateur à Saint-Germain-la-Gâtine[Note 1] ;

  - Alphonse Charles Michel Maunoury (1816-1897), chirurgien de l’hôtel-dieu de Chartres, dont :
    - Michel Joseph Maunoury (1847, Maintenon - 1923, Artenay), polytechnicien, maréchal de France[2], dont :
      - Louis Maunoury (1878-1926), lieutenant-colonel d'artillerie, dont postérité subsistante ;

    - Gabriel Maunoury (1850, Chartres - 1926, Chartres), chirurgien de l'hôtel-dieu de Chartres, député d’Eure-et-Loir.

## Schéma (partiel)
Avertissement : contrairement à ce que ce schéma pourrait laisser croire, Alphonse Charles Michel Maunoury et Jacques Hippolyte Maunoury ne sont pas frères, mais cousins lointains par leur ancêtre commun Denis Maunoury de Bailleau-sous-Gallardon (1663-1731).
|                                                       |                                                       |                                                       |                                                       |                                                       |                                                       |  |  |  |  |  |  |                                                                  |                                                                  |                                                                  |                                                                  |                                                                  |                                                                  |                                                                |                                                                |                           |                           |  |  |  |  |  |  |                                                              |                                                              |                                                              |                                                              |                                                              |                                                              |                                                                  |                                                                  |                                                                  |                                                                  |                                                                  |                                                                  |  |  |  |  |  |  |  |  |
|                                                       |                                                       |                                                       |                                                       |                                                       |                                                       |  |  |  |  |  |  |                                                                  |                                                                  |                                                                  |                                                                  |                                                                  |                                                                  |                                                                |                                                                |                           |                           |  |  |  |  |  |  |                                                              |                                                              |                                                              |                                                              |                                                              |                                                              |                                                                  |                                                                  |                                                                  |                                                                  |                                                                  |                                                                  |  |  |  |  |  |  |  |  |
|                                                       |                                                       |                                                       |                                                       |                                                       |                                                       |  |  |  |  |  |  | Alphonse Charles Michel Maunoury (1816-1897) Docteur en médecine | Alphonse Charles Michel Maunoury (1816-1897) Docteur en médecine | Alphonse Charles Michel Maunoury (1816-1897) Docteur en médecine | Alphonse Charles Michel Maunoury (1816-1897) Docteur en médecine | Alphonse Charles Michel Maunoury (1816-1897) Docteur en médecine | Alphonse Charles Michel Maunoury (1816-1897) Docteur en médecine |                                                                |                                                                |                           |                           |  |  |  |  |  |  | Jacques Hippolyte Maunoury (1824-1899) Député d'Eure-et-Loir | Jacques Hippolyte Maunoury (1824-1899) Député d'Eure-et-Loir | Jacques Hippolyte Maunoury (1824-1899) Député d'Eure-et-Loir | Jacques Hippolyte Maunoury (1824-1899) Député d'Eure-et-Loir | Jacques Hippolyte Maunoury (1824-1899) Député d'Eure-et-Loir | Jacques Hippolyte Maunoury (1824-1899) Député d'Eure-et-Loir |                                                                  |                                                                  |                                                                  |                                                                  |                                                                  |                                                                  |  |  |  |  |  |  |  |  |
|                                                       |                                                       |                                                       |                                                       |                                                       |                                                       |  |  |  |  |  |  | Alphonse Charles Michel Maunoury (1816-1897) Docteur en médecine | Alphonse Charles Michel Maunoury (1816-1897) Docteur en médecine | Alphonse Charles Michel Maunoury (1816-1897) Docteur en médecine | Alphonse Charles Michel Maunoury (1816-1897) Docteur en médecine | Alphonse Charles Michel Maunoury (1816-1897) Docteur en médecine | Alphonse Charles Michel Maunoury (1816-1897) Docteur en médecine |                                                                |                                                                |                           |                           |  |  |  |  |  |  | Jacques Hippolyte Maunoury (1824-1899) Député d'Eure-et-Loir | Jacques Hippolyte Maunoury (1824-1899) Député d'Eure-et-Loir | Jacques Hippolyte Maunoury (1824-1899) Député d'Eure-et-Loir | Jacques Hippolyte Maunoury (1824-1899) Député d'Eure-et-Loir | Jacques Hippolyte Maunoury (1824-1899) Député d'Eure-et-Loir | Jacques Hippolyte Maunoury (1824-1899) Député d'Eure-et-Loir |                                                                  |                                                                  |                                                                  |                                                                  |                                                                  |                                                                  |  |  |  |  |  |  |  |  |
|                                                       |                                                       |                                                       |                                                       |                                                       |                                                       |  |  |  |  |  |  |                                                                  |                                                                  |                                                                  |                                                                  |                                                                  |                                                                  |                                                                |                                                                |                           |                           |  |  |  |  |  |  |                                                              |                                                              |                                                              |                                                              |                                                              |                                                              |                                                                  |                                                                  |                                                                  |                                                                  |                                                                  |                                                                  |  |  |  |  |  |  |  |  |
|                                                       |                                                       |                                                       |                                                       |                                                       |                                                       |  |  |  |  |  |  |                                                                  |                                                                  |                                                                  |                                                                  |                                                                  |                                                                  |                                                                |                                                                |                           |                           |  |  |  |  |  |  |                                                              |                                                              |                                                              |                                                              |                                                              |                                                              |                                                                  |                                                                  |                                                                  |                                                                  |                                                                  |                                                                  |  |  |  |  |  |  |  |  |
|                                                       |                                                       |                                                       |                                                       |                                                       |                                                       |  |  |  |  |  |  |                                                                  |                                                                  |                                                                  |                                                                  |                                                                  |                                                                  |                                                                |                                                                |                           |                           |  |  |  |  |  |  |                                                              |                                                              |                                                              |                                                              |                                                              |                                                              |                                                                  |                                                                  |                                                                  |                                                                  |                                                                  |                                                                  |  |  |  |  |  |  |  |  |
| Michel Joseph Maunoury (1847-1923) Maréchal de France | Michel Joseph Maunoury (1847-1923) Maréchal de France | Michel Joseph Maunoury (1847-1923) Maréchal de France | Michel Joseph Maunoury (1847-1923) Maréchal de France | Michel Joseph Maunoury (1847-1923) Maréchal de France | Michel Joseph Maunoury (1847-1923) Maréchal de France |  |  |  |  |  |  |                                                                  |                                                                  | Gabriel Maunoury (1850-1926) Chirurgien, député d'Eure-et-Loir   | Gabriel Maunoury (1850-1926) Chirurgien, député d'Eure-et-Loir   | Gabriel Maunoury (1850-1926) Chirurgien, député d'Eure-et-Loir   | Gabriel Maunoury (1850-1926) Chirurgien, député d'Eure-et-Loir   | Gabriel Maunoury (1850-1926) Chirurgien, député d'Eure-et-Loir | Gabriel Maunoury (1850-1926) Chirurgien, député d'Eure-et-Loir |                           |                           |  |  |  |  |  |  |                                                              |                                                              |                                                              |                                                              |                                                              |                                                              | Maurice Maunoury (1863-1925) Ministre de la Troisième République | Maurice Maunoury (1863-1925) Ministre de la Troisième République | Maurice Maunoury (1863-1925) Ministre de la Troisième République | Maurice Maunoury (1863-1925) Ministre de la Troisième République | Maurice Maunoury (1863-1925) Ministre de la Troisième République | Maurice Maunoury (1863-1925) Ministre de la Troisième République |  |  |  |  |  |  |  |  |
| Michel Joseph Maunoury (1847-1923) Maréchal de France | Michel Joseph Maunoury (1847-1923) Maréchal de France | Michel Joseph Maunoury (1847-1923) Maréchal de France | Michel Joseph Maunoury (1847-1923) Maréchal de France | Michel Joseph Maunoury (1847-1923) Maréchal de France | Michel Joseph Maunoury (1847-1923) Maréchal de France |  |  |  |  |  |  |                                                                  |                                                                  | Gabriel Maunoury (1850-1926) Chirurgien, député d'Eure-et-Loir   | Gabriel Maunoury (1850-1926) Chirurgien, député d'Eure-et-Loir   | Gabriel Maunoury (1850-1926) Chirurgien, député d'Eure-et-Loir   | Gabriel Maunoury (1850-1926) Chirurgien, député d'Eure-et-Loir   | Gabriel Maunoury (1850-1926) Chirurgien, député d'Eure-et-Loir | Gabriel Maunoury (1850-1926) Chirurgien, député d'Eure-et-Loir |                           |                           |  |  |  |  |  |  |                                                              |                                                              |                                                              |                                                              |                                                              |                                                              | Maurice Maunoury (1863-1925) Ministre de la Troisième République | Maurice Maunoury (1863-1925) Ministre de la Troisième République | Maurice Maunoury (1863-1925) Ministre de la Troisième République | Maurice Maunoury (1863-1925) Ministre de la Troisième République | Maurice Maunoury (1863-1925) Ministre de la Troisième République | Maurice Maunoury (1863-1925) Ministre de la Troisième République |  |  |  |  |  |  |  |  |
|                                                       |                                                       |                                                       |                                                       |                                                       |                                                       |  |  |  |  |  |  |                                                                  |                                                                  |                                                                  |                                                                  |                                                                  |                                                                  |                                                                |                                                                |                           |                           |  |  |  |  |  |  |                                                              |                                                              |                                                              |                                                              |                                                              |                                                              |                                                                  |                                                                  |                                                                  |                                                                  |                                                                  |                                                                  |  |  |  |  |  |  |  |  |
|                                                       |                                                       |                                                       |                                                       |                                                       |                                                       |  |  |  |  |  |  |                                                                  |                                                                  |                                                                  |                                                                  | Georges Bourgès Ingénieur                                        | Georges Bourgès Ingénieur                                        | Georges Bourgès Ingénieur                                      | Georges Bourgès Ingénieur                                      | Georges Bourgès Ingénieur | Georges Bourgès Ingénieur |  |  |  |  |  |  | Geneviève Maunoury                                           | Geneviève Maunoury                                           | Geneviève Maunoury                                           | Geneviève Maunoury                                           | Geneviève Maunoury                                           | Geneviève Maunoury                                           |                                                                  |                                                                  |                                                                  |                                                                  |                                                                  |                                                                  |  |  |  |  |  |  |  |  |
|                                                       |                                                       |                                                       |                                                       |                                                       |                                                       |  |  |  |  |  |  |                                                                  |                                                                  |                                                                  |                                                                  | Georges Bourgès Ingénieur                                        | Georges Bourgès Ingénieur                                        | Georges Bourgès Ingénieur                                      | Georges Bourgès Ingénieur                                      | Georges Bourgès Ingénieur | Georges Bourgès Ingénieur |  |  |  |  |  |  | Geneviève Maunoury                                           | Geneviève Maunoury                                           | Geneviève Maunoury                                           | Geneviève Maunoury                                           | Geneviève Maunoury                                           | Geneviève Maunoury                                           |                                                                  |                                                                  |                                                                  |                                                                  |                                                                  |                                                                  |  |  |  |  |  |  |  |  |
|                                                       |                                                       |                                                       |                                                       |                                                       |                                                       |  |  |  |  |  |  |                                                                  |                                                                  |                                                                  |                                                                  |                                                                  |                                                                  |                                                                |                                                                |                           |                           |  |  |  |  |  |  |                                                              |                                                              |                                                              |                                                              |                                                              |                                                              |                                                                  |                                                                  |                                                                  |                                                                  |                                                                  |                                                                  |  |  |  |  |  |  |  |  |
|                                                       |                                                       |                                                       |                                                       |                                                       |                                                       |  |  |  |  |  |  |                                                                  |                                                                  |                                                                  |                                                                  |                                                                  |                                                                  |                                                                |                                                                |                           |                           |  |  |  |  |  |  |                                                              |                                                              |                                                              |                                                              |                                                              |                                                              |                                                                  |                                                                  |                                                                  |                                                                  |                                                                  |                                                                  |  |  |  |  |  |  |  |  |
|                                                       |                                                       |                                                       |                                                       |                                                       |                                                       |  |  |  |  |  |  |                                                                  |                                                                  |                                                                  |                                                                  |                                                                  |                                                                  |                                                                |                                                                |                           |                           |  |  |  |  |  |  |                                                              |                                                              |                                                              |                                                              |                                                              |                                                              |                                                                  |                                                                  |                                                                  |                                                                  |                                                                  |                                                                  |  |  |  |  |  |  |  |  |
|                                                       |                                                       |                                                       |                                                       |                                                       |                                                       |  |  |  |  |  |  |                                                                  |                                                                  | Maurice Bourgès-Maunoury (1914-1993) Président du conseil        | Maurice Bourgès-Maunoury (1914-1993) Président du conseil        | Maurice Bourgès-Maunoury (1914-1993) Président du conseil        | Maurice Bourgès-Maunoury (1914-1993) Président du conseil        | Maurice Bourgès-Maunoury (1914-1993) Président du conseil      | Maurice Bourgès-Maunoury (1914-1993) Président du conseil      |                           |                           |  |  |  |  |  |  |                                                              |                                                              | Simone Bourgès-Maunoury Écrivain                             | Simone Bourgès-Maunoury Écrivain                             | Simone Bourgès-Maunoury Écrivain                             | Simone Bourgès-Maunoury Écrivain                             | Simone Bourgès-Maunoury Écrivain                                 | Simone Bourgès-Maunoury Écrivain                                 |                                                                  |                                                                  |                                                                  |                                                                  |  |  |  |  |  |  |  |  |